# Les Essarts-le-Roi
Essarts-le-Roi é uma comuna francesa na região administrativa da Ilha de França, no departamento de Yvelines. A comuna possui 6 807 habitantes segundo o censo de 2014.

## Toponímia
O nome da localidade é atestado nas formas Essars Regis no século XIII, Essarta Regis, Essarti regis em 1248, Les Essarts, Les Essarts-le-Roi. Foi chamada Les Essarts-la-Montagne ou Les Essarts-les-Bois durante a Revolução Francesa.

A aldeia de Saint-Hubert também foi renomeada durante a Revolução Montagne-des-Essarts.
O nome da comuna vem de essart, espaço ganho na floresta de Yvelines pelos primeiros reis capetianos em favor de a abadia parisiense de Saint-Magloire.
Um essart é um terreno desmatado. A palavra vem do baixo latim exsartum e, embora seja uma expressão antiga, ainda pertence ao vocabulário comum. É muito comum em toponímia, tendo por séculos servido para designar lugares desmatados.
Essarts-le- Roi foi fundada por uma decisão real que data de Hugo Capeto no final do século X. Os reis tinham, nessa época,  um enorme interesse em assinalar suas posses numa região que estava quase totalmente nas mãos de religiosos que a haviam desmatado.